# Liste des épisodes de Phil du futur
Cette page donne la liste des épisodes de la série télévisée Phil du futur.
Note : Les épisodes sont présentés dans leur ordre chronologique et non dans leur ordre de diffusion et de découpe aux États-Unis.

## Première saison (2004-2005)
Diffusé en France à partir de juillet 2005 sur France 2, Disney Channel France et Disney XD France.
1. Rentrée des classes (Future Tutor)
2. Bien sous tous rapports (Future Jock)
3. Le rêve de maman (Corner Pocket)
4. Les pieds dans le plat (You say Toe-Mato)
5. La soirée pyjama (Meet the Curtis)
6. Amour quand tu nous tiens (Phenomonally Yours)
7. Le concours des inventeurs (Milkin'It)
8. Les rançons de la gloire (We'll Fix It in Editing)
9. Double problème (Double Trouble)
10. Dîner de fête (Unification Day)
11. Sale temps pour les Juliette (Your Cheatin' Heart)
12. La beauté n'a pas d'âge (Age Before Beauty)
13. Week-end d'enfer (Phillin' In)
14. Notre papa d'amour (Daddy Dearest)
15. Traquons le trac (My Way)
16. Un espoir de retour (Team Diffy)
17. L'affaire est dans le sac (Doggie Daycare)
18. Retour vers le primaire (Tanner)
19. La surprise d'Halloween (Halloween)
20. Jeux dangereux (Raging Bull)
21. Esprit changeant (Neander-Phil)

## Deuxième saison (2005-2006)
pas encore diffusé en France
1. Le rendez-vous virtuel (Virtu-Date)
2. Une leçon de tolérance (Versa Day)
3. Devine qui vient dîner ?! (Dinner Time)
4. Carrière brisée (The Giggle)
5. Souvenirs, souvenirs (Time Release Capsule)
6. Les meilleures copines (Tia, Mia, or Me... Uh)
7. Soirée dansante (Get Ready to Go-Go)
8. Un choix difficile (Phil Without A Future)
9. Anniversaire surprise (Happy Nird-Day)
10. Le reportage interdit (Mummy's Boy)
11. Le neveux infernal (Maybe-Sitting)
12. La maladie du futur (Ill Of The Future)
13. Souvenirs de Noël (Christmas Break)
14. Les Forts en Maths  (Good Phil Hunting)
15. L'entremetteuse (Stuck In The Meddle With You)
16. Suivez le Magix ! (Where's The Wizard ?)
17. Principal d'un jour (Pim-Cipal)
18. Du Phil à retordre (It's A Wonder-Phil Life)
19. La révolte de la journaliste (Broadcast Blues)
20. Phil s'émancipe (Phil Of The Garage)
21. L’ancêtre farceur (Not-So-Great Great Great Grandpa)
22. La déclaration (Back To The Future (Not The Movie)